# Louis-Ferdinand Céline
Louis-Ferdinand Céline fr: lwi fɛʀdinɑ̃ selin, właśc. Louis-Ferdinand Destouches (ur. 27 maja 1894 w Courbevoie na przedmieściach Paryża, zm. 1 lipca 1961 w Meudon) – francuski prozaik; pisarz i eseista, zwany „enfant terrible świata literackiego”. Uczestnik I wojny światowej. Jeden z najważniejszych, najbardziej wpływowych i zarazem najbardziej kontrowersyjnych pisarzy XX wieku, prekursor egzystencjalizmu w literaturze, porównywany nieraz do markiza de Sade'a. Z wykształcenia lekarz, co znalazło odzwierciedlenie w percepcji świata w jego powieściach. Innowator języka literackiego, który wzbogacił o argot i specyfikę języka mówionego, wyzwolonego ze składni francuskiej. Znany zwłaszcza dzięki skandalizującej powieści Podróż do kresu nocy, określanej przez Jerzego Stempowskiego jako powieść bez estetyzmu. Wyróżniał się ostrym, prowokacyjnym stylem obfitującym w wulgaryzmy, pełnym ironii, satyry i czarnego humoru. Uznany za jednego z największych (obok Jeana-Paula Sartre’a, Alberta Camusa i Samuela Becketta) pisarzy opisujących kondycję człowieka XX wieku.
Do dziś toczą się spory i kontrowersje wokół antysemickich poglądów Céline'a oraz sprawy rozmiarów jego kolaboracji z okupantem niemieckim w czasie II wojny światowej („apologeta faszyzmu”). Pisarz z przekonania reprezentował również antysowietyzm i ateizm, czego dał wyraz w swojej działalności literackiej. Przeciwnik rewolucji i anarchizmu.

## Życiorys

### Młodość
Louis-Ferdinand Destouches urodził się 27 maja 1894 jako potomek ubogiej paryskiej rodziny, w Courbevoie, w domu Ferdinanda Destouchesa i Margeritte Guillou przy ulicy Rampe du Pont 12. Już następnego dnia po narodzinach odbył się jego chrzest w kościele Saint-Pierre-Saint-Paul, po którym dziecko oddane zostało pod opiekę niańki do Voisines, a następnie Puteaux. Na wiosnę 1897 młody Louis-Ferdinand znalazł się pod opieką babci, Céline Guillou. W 1898 rodzina Destouches przeniosła się do niewielkiego mieszkania na Montmartre.
Louis-Ferdinand rozpoczął edukację w 1900–1905 w szkole komunalnej przy ulicy Louvois. W międzyczasie poprawiła się sytuacja materialna państwa Destouches; w 1904 umarła bowiem Céline Gulliou, babka od strony matki, która przypisuje rodzinie w spadku trzy domy w Asnières oraz, dość pokaźną jak na tamte lata, sumę osiemnastu tysięcy franków. W czasie nauki w prywatnej szkole Saint-Joseph młody Louis-Ferdinand kilkakrotnie wyjeżdżał do Anglii i Niemiec, gdzie mieszkał na stancji (m.in. w Hanowerze) i pobierał nauki gry na fortepianie. Opanowanie języków obcych miało przygotować chłopca do przyszłej kariery sprzedawcy lub handlowca. W 1909, po powrocie do Paryża, chłopiec pobiera nauki kolejno w Rochester i w Pierremont Hall. W czasie studiów wstąpił do wojska (mimo swoich antypatriotycznych i anarchistycznych poglądów). Przydzielono go do 12. regimentu kirasjerów stacjonujących w Rambouillet. W 1913 został mianowany kapralem, później – wachmistrzem. Na froncie (październik 1914) zgłosił się na ochotnika do pełnienia funkcji łącznika, wkrótce, podczas służby, został ranny w głowę i w ramię. W listopadzie otrzymał medal za odwagę. W 1915 został przeniesiony do rezerwy.
Po opuszczeniu armii wyjechał do kolonii w Afryce, gdzie zachorował na malarię. W 1917 wrócił do Francji i rozpoczął krótkotrwałą pracę asystenta redaktora w piśmie „Eureka”. 19 sierpnia 1919 ożenił się z Édith Follet, a 15 czerwca roku następnego urodziła się ich córka – Colette.

### Dorosłe życie

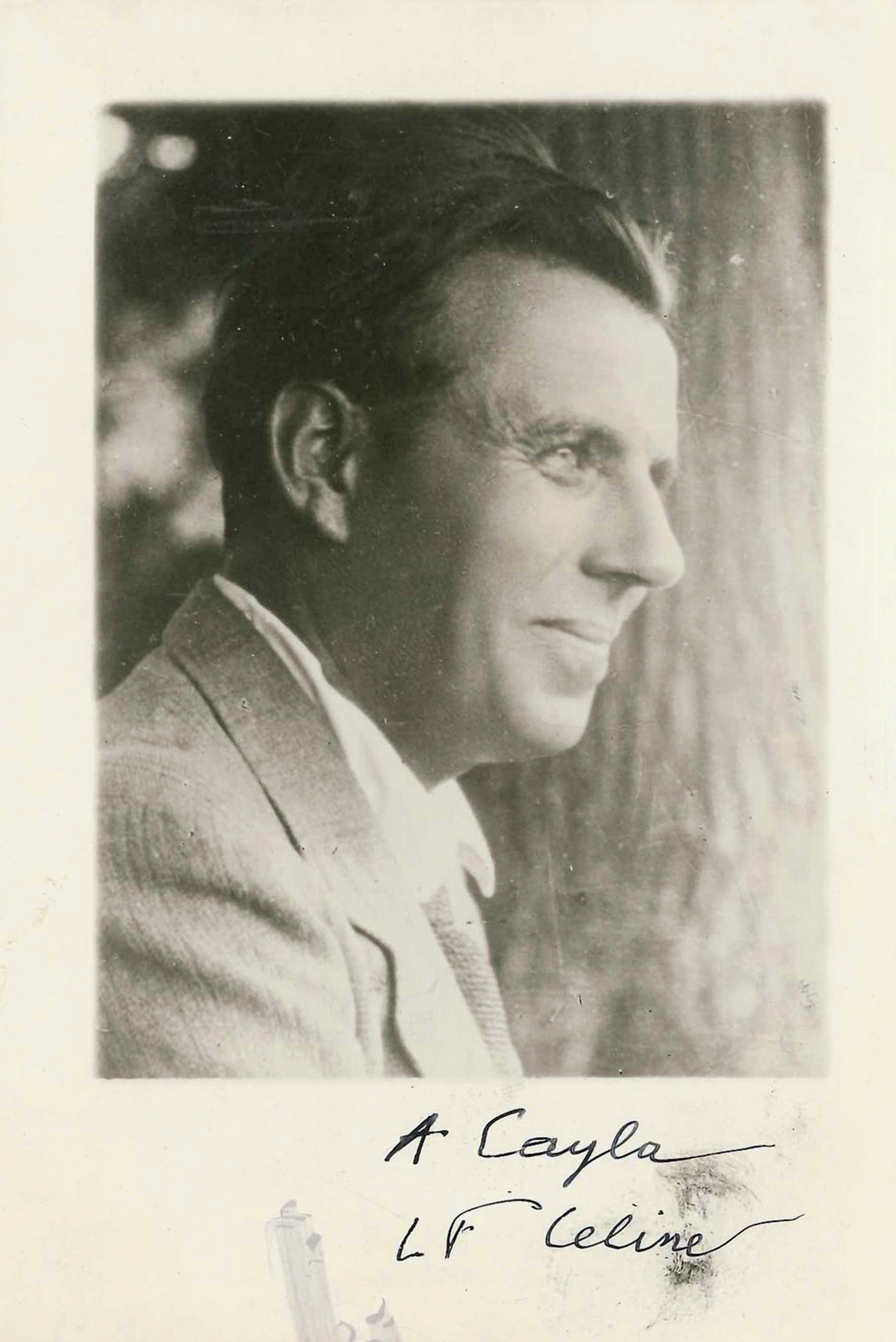
Céline w 1936 r.

W 1921/24 zdał egzaminy, uzyskał dyplom lekarski i wyjechał na praktykę do Paryża. Odbył w tym czasie kilkumiesięczny staż w szpitalu Cochin, gdzie pozostał do końca 1923. W rok później Destouches rozpoczął pracę nad pracą dyplomową poświęconą Ignazowi Semmelweisowi. Pomimo pewnych niedociągnięć natury merytorycznej, praca została oceniona wysoko ze względu na jej czysto literackie walory.
W 1924 w Paryżu przyszły pisarz poznaje Ludwika Rajchmana, dyrektora sekcji higieny w Lidze Narodów. Następnie składa oficjalny wniosek o podjęcie tam pracy.
W tym samym roku udał się do Genewy aby objąć stanowisko sekretarza w departamencie higieny i epidemiologii Ligi Narodów. W następnych latach (1925–26) w celach zawodowych podróżował do Ameryki, Anglii, Senegalu i Nigerii, rozpoczął pracę nad pierwszym utworem, „L'Église”. Żona wystąpiła o rozwód. W 1927 otworzył własny gabinet lekarski w Clichy. Wyjechał do ZSRR, aby przyjrzeć się radzieckiej rzeczywistości. W 1936 poznał Lucettę Almanzor, która wkrótce została jego partnerką życiową (wzięli ślub w 1943).
W 1939 chciał ponownie wstąpić do wojska, jednak jego zgłoszenie zostało odrzucone. W 1941 wziął udział w spotkaniach organizowanych przez Instytut Niemiecki w Paryżu, poświęconych tematom rasowym. W 1944 wraz z Lucettą opuścił Paryż i zatrzymał się w Niemczech (planował schronić się w Danii). Został aresztowany i osadzony w więzieniu, gdy próbował przedostać się do Kopenhagi. Po zakończeniu wojny oskarżono go o kolaborację z Niemcami. W 1947 za sprawą duńskiego ministra zwolniono go z więzienia i oddalono do miejscowości Korsor. W tym czasie we Francji trwała kampania przeciw Céline'owi (Jean-Paul Sartre domagał się dla niego kary śmierci).

### Starość i śmierć
Do kraju wrócił dopiero po amnestii, 26 kwietnia 1951. Chwilowo zatrzymał się u swojej teściowej w Menton, po czym powrócił do Paryża by na nowo zająć się praktyką lekarską. W tym czasie poświęcił się pisaniu kolejnych powieści i leczeniu ludzi biednych, częstokroć z własnej woli świadcząc swoje usługi za darmo i bezinteresownie. Krzysztof Siwczyk tak pisze o tym okresie życia pisarza: „Leczył biedotę, sam jednak do końca pozostał chory z nienawiści, przerażenia i wiecznej tęsknoty za czymś lepszym niż pozbawione znaczenia, seryjnie chowane w ziemi trupy."
W 1952 wydawnictwo Gallimarda wydało kolejną powieść Céline'a pisaną jeszcze w czasie pobytu autora w więzieniu w Danii, Féerie pour une autre fois; nie udało mu się jednak zdobyć dawnego rozgłosu. W trzy lata później pisarz opublikował swoje literackie credo, felieton Etretiens avec le professeur Y, a w 1957 na nowo zabłysnął powieścią, Z zamku do zamku. W 1959 Gallimard opublikował dramat sceniczny Ballets, a już w następnym roku ukazuje się powieść wojenna, Nord. Za sprawą przeprowadzonego w tym czasie wywiadu z Céline'em dla dziennika L'Express, odżyło zainteresowanie antysemityzmem i sprawą kolaboracji Francuzów przez pisarza. Ostatnie lata swojego życia Céline spędził w zapomnieniu i rozgoryczeniu, w domu na peryferiach Paryża. Zmarł 1 lipca 1961 w Meudon. W kilka dni przed śmiercią zdążył ukończyć pracę nad ostatnią powieścią, Rigodon. Pogrzeb pisarza odbył się bez rozgłosu 4 lipca 1961 na cmentarzu w Meudon.

### Publikacje pośmiertne
W 1962 Gallimard opublikował Podróż do kresu nocy i Śmierć na kredyt w prestiżowej serii „Plejada”. W dwa lata później pośmiertnie ukazała się powieść Les Pont de Londres, a w 1968 publikacji doczekuje się Rigodon.

## Twórczość
Louis-Ferdinand Céline dość niespodziewanie działalnością literacką zajął się od 1926, po powrocie z Afryki. Początkowo pisał sztuki teatralne, np. L'Église czy Progrès, które spotkały się z odrzuceniem i nigdy nie trafiły na deski teatru.
Spełnienia artystycznego doznał dopiero w 1932, kiedy to zadebiutował głośną, opartą na wątkach autobiograficznych, powieścią Podróż do kresu nocy (wyd. pol. 1933) – brutalnym i groteskowym opisem współczesności – do dziś wywierającą wpływ na prozę światową. Powieść okazała się utworem nowatorskim w stylu – Céline wprowadził do literatury język mówiony, potoczny, nie stronił od wulgaryzmów i obsceniczności. Pisarz zrezygnował z subiektywizmu oraz relatywizmu poznawczego, epatując brutalną szczerością, przytłaczając pesymizmem, sarkastycznym buntem przeciw rzeczywistości. W jego ujęciu życie jest niekończącym się koszmarem na pograniczu snu i jawy.
Pomimo niespodziewanie dobrej sprzedaży Podróży do kresu nocy, publikacja powieści spotkała się z dość chłodnym przyjęciem elit intelektualnych ówczesnej Francji; stąd nagrodzenie jej zaledwie nagrodą Renaudot zamiast spodziewanej najbardziej prestiżowej – nagrody Goncourtów. Współcześnie Podróż do kresu nocy uważana jest za najwybitniejsze dzieło pisarza, kolejne jego utwory (Śmierć na kredyt czy Z zamku do zamku) oceniane są jako mniej udane.
Twórczość Céline'a określana bywa jako bliska naturalizmowi. Ogniskowała się ona bowiem wokół biologizmu człowieka, tzw. pierwiastka figmentum malum w jego osobowości, pesymistycznej wizji więzi międzyludzkich.
Céline zaniechał pogłębiania wizerunku psychologicznego bohaterów na rzecz chłodnej analizy świata widzianego „z boku”. Tendencja ta przybliża XX-wiecznego pisarza do tradycji XVIII-wiecznej powiastki filozoficznej, na co zwraca uwagę m.in. Jerzy Stempowski. Współczesna autorowi krytyka literacka zarzucała Céline'owi zresztą zbyt wiele analogii do Kandyda Woltera (tyczy się to zwłaszcza powieści Podróż do kresu nocy). Omawiając jego twórczość zwykło się przywoływać również klasyczny poemat heroikomiczny oraz twórczość François Rabelais'go.
Powieści Céline'a rozgrywają się w kręgach ludzi ubogich i bezdomnych, studentów, urzędników, dozorców oraz jednostek spoza marginesu społecznego, wyrzuconych na bruk. Bohaterem-narratorem jest zazwyczaj lekarz obarczony doświadczeniami wojny, porte-parole samego Céline'a. Również tematyka tych dzieł niemal zawsze odnosi się do biografii autora, co stanowi jego obmyślaną i świadomą koncepcję twórczą.

W opublikowanym anonimowo pod koniec życia, autotematycznym artykule Rozmowy z profesorem Y, porównał swą strategię do „emocjonalnego metra”, które schowane pod powierzchnią świata zarazem zabiera na przejażdżkę całą zawartość rzeczywistości. Dzieło literackie miało być perfekcyjnym surogatem przeżyć autorskich, nie zaś... dziełem literackim.

Przed drugą wojną światową Céline napisał kilka tekstów publicystycznych o wymowie jaskrawo antysemickiej. Ten etap działalności literackiej francuskiego pisarza do dziś stwarza wiele problemów, m.in. w kwestii wydania dzieł zbiorowych Céline'a oraz poddania refleksji jego twórczości w sensie całościowym.

### Nowatorstwo stylu Céline'a
Chcę, aby odczuwano. A jest to niemożliwe, gdy stosujemy wytworny styl i język akademicki. Może on być narzędziem w relacjach, w dyskusjach, przy pisaniu listu do kuzynki, ale zawsze pozostanie sztuczny i skostniały. Nie jestem już w stanie czytać powieści w klasycznym języku. Są to jedynie pomysły na powieść, ale nigdy nie są to powieści. Sporo jest do zrobienia. Nie ma w nich emocji. A tylko to się liczy. Język literacki jest martwy, tak samo martwy jak łacina. Dlaczego tak wiele jest u mnie zapożyczeń z argot? Dlatego, że język ten szybko umiera. Ale oznacza to również, że język ten przez chwilę jednak żył, że żyje on przynajmniej wtedy, gdy go używam. Cudowna wyższość tego języka nad językiem czystym, wyrafinowanym, na wskroś francuskim, a jednak zawsze martwym, od samego początku, już do czasów Woltera. Wszyscy o tym wiedzą, ale nikt nie ośmiela się o tym mówić głośno. Z językiem jest tak jak z całą resztą: UMIERA PRZEZ CAŁY CZAS, JĘZYK MUSI UMRZEĆ. I trzeba się z tym pogodzić. Te MOJE SŁOWA TAKŻE UMRĄ, i to pewnie niedługo, ale będą one miały tę przewagę, że przez rok, przez miesiąc, przez dzień NAPRAWDĘ ŻYŁY

### Mistycyzm według Céline'a
Jak napisał Philippe Muray, Styks to Céline. Francuski badacz tym samym wskazał na pierwiastki mistyczne i okultystyczne w twórczości oraz artystycznej postawie francuskiego pisarza.
Mistyczny charakter ma u francuskiego pisarza również przyjaźń, traktowana jako pewnego rodzaju forma fatalizmu życiowego, splatająca za pomocą przypadku dwie egzystencje obcych sobie ludzi, mimowolnie obarczająca ludzkie uczynki świadomością Innego.

### Céline a de Sade
Główną cechą pisarstwa Céline'a, która zbliża go do filozofii markiza de Sade'a jest „niszczenie na oczach czytelnika człowieczeństwa”, które to człowieczeństwo jest zdaniem francuskiego pisarza „wielkim kłamstwem kultury”, niemającym nic wspólnego z rzeczywistą postacią kontaktów międzyludzkich. Równie brutalnie zdegradowana została wizja moralności, złudzenia w obliczu biologicznego instynktu przetrwania zarówno jednostki ludzkiej jak i całej społeczności.
”Boję się siebie i was, więc jestem – zdaje się mówić Céline tworzący dzięki niezgodzie”, pisze Krzysztof Siwczyk w komentarzu do Podróży do kresu nocy.

### Wpływ i inspiracje
Twórczość Louis-Ferdinand Céline wywarła wpływ na pisarstwo francuskich egzystencjalistów XX wieku, tj.: André Gide, Jean Genet czy Samuel Beckett. Inni znani pisarze zainspirowani jego twórczością to m.in.: Kurt Vonnegut, Billy Childish, Irvine Welsh czy Philip Roth. Tendencje zapoczątkowane przez Céline'a wpłynęły w znacznym stopniu na eksperymentalne powieści Henry’ego Millera, zarówno jeśli chodzi o formę, jak i treść tej twórczości.
"Ogromny wpływ” wywarło również pisarstwo Céline'a na wczesną twórczość Jeana-Paula Sartre’a. Sartre wyraźne inspirował się Podróżą do kresu nocy, co doskonale widać w debiutanckiej powieści filozofa, Mdłości (jako jedna z pierwszych zwróciła na to uwagę Simone de Beauvoir), uznaną przecież za manifest egzystencjalizmu. W tym kontekście zastanawiać może późniejsza skrajna wrogość Sartre’a do Céline'a.
Do fascynacji powieściami autora Podróży do kresu nocy przyznawali się również amerykańscy pisarze i poeci ruchu Beat Generation, np.: Jack Kerouac, William S. Burroughs czy Charles Bukowski. Bukowski w jednym z wywiadów powiedział zresztą: „Podróż do kresu nocy jest najlepszą powieścią, jaka została napisana od ostatnich dwóch tysięcy lat” (Journey to the End of the Night was the best book written in the last two thousand years). O samym Célinie pisał i wypowiadał się równie pozytywnie, np.: „Śmiał się, gdy go wybebeszali, i potrafił zarazić śmiechem tych, którzy mu to robili. Bardzo dzielny człowiek”; „owszem, romantyk ze mnie, przesadnie sentymentalny, uprawiam coś w rodzaju kultu bohaterów (...) Céline'a okradali, wygwizdywali, dręczyli Francuzi (...) wszystko to [odrzuceni artyści pokroju Céline'a] są bohaterowie, za których możesz dziękować losowi”. O wrażeniach z lektury Podróży do kresu nocy wypowiadał się Bukowski następująco: „Przeczytałem powieść od dechy do dechy bez przystanków. Trzeba mnie było widzieć. Nie mogłem się ruszać. Oto co zrobi z tobą dobry pisarz. Niemal cię, kurde, zabije...”
W 1967 Jim Morrison wykonał piosenkę End of The Night (Kres nocy), która znalazła się na debiutanckiej płycie The Doors. Już sam tytuł zdradza wpływ Podróży do kresu nocy, do której ściśle nawiązuje, zwłaszcza frazą: „Take a highway to the End of the Night (...) Some are born to the sweet delight, some are born to the endless night” (Wyrusz autostradą do kresu nocy. Jedni rodzą się dla słodkich zachwytów; jedni rodzą się dla nieskończonej nocy).
Postać Bardamu z Podróży do kresu nocy miała również wpływ na Josepha Hellera przy tworzeniu Paragrafu 22. Również Kurt Vonnegut wymienia tę powieść jako inspirację do napisania powieści Palm Sunday (1981).
Nie mniej przychylny charakter mają wypowiedzi na temat Śmierci na kredyt. John Dolan, pisarz i krytyk magazynu eXile napisał: „To najlepsza powieść naszego wieku. Podróż do kresu nocy jest dla słabych (...) Oto prawdziwie mocna rzecz, kluczowe dzieło naszych czasów” (This is it: the finest novel of the century. Journey to the End of Night is for wimps; the English-language novelists are prep-school showoffs. This is it: the hard core, the key text of the century). Powieść miała wpływ również na powstanie takich dzieł jak: Rzeźnia numer pięć Kurta Vonneguta czy Jarhead Anthony’ego Swofforda.
Inna powieść Céline'a, Z zamku do zamku, zostaje wspomniana w biograficznej książce Ellisa Amburna na temat życia Jacka Kerouaca, Subterranean Kerouac (Ukryte „Ja” Kerouaca). Kiedy wspomniany zostaje wspólne śniadanie Kerouaca z Steve Allenem i Jayne Meadowsem, pisarz mówi o powieści Céline'a: „portret egzystencji jako zła i zepsucia” (A portrait of existence as rotten and mad).
W Polsce jednym z pierwszych pisarzy, którzy zwrócili uwagę na wyjątkowość i znaczenie Céline'a dla literatury XX wieku, był Jerzy Stempowski. W 1933 pisał: „omawiana tu książka (...) będzie czytana przez długi czas i przejdzie do historii jako jeden z najwymowniejszych dokumentów swojej epoki (...) w powieści jego ukrywa się, być może, cała filozofia, z którą musimy się naprzód oswoić i o której z czasem znajdzie się jeszcze niemało do powiedzenia”. W stwierdzeniu tym tkwi wyraźna aluzja do słynnego motta markiza de Sade'a: „Filozofia powinna mówić o wszystkim, nawet o tym, czego boimy się wiedzieć”.

### Przyszłedziedzictwo Céline'a
W wywiadzie z François Lagarde'em z 1983 r. Philipp Muray stwierdził, że „głębia literacka Céline'a pozostaje jeszcze do zbadania”. Stwierdzenie to argumentuje brakiem zainteresowania względem późniejszych powieści autora Podróży do kresu nocy, w których kilkakrotnie zmieniał styl, tematykę (hekatomba wojny, prześladowania ze strony Niemców) oraz typy bohaterów (okultysta Sosthene de Rodiencourt). Powieści takie jak Guignol's band czy Normance rzekomo czekają dopiero na odkrycie, wyprzedzając „nasz modernizm”. Zdaniem Muraya przyczyną tego jest strach przed zrozumieniem prawd noszonych przez te dzieła oraz czas jaki potrzebny jest, aby z dystansu spojrzeć na dziedzictwo najtragiczniejszych wydarzeń XX wieku.

## Kontrowersje

### Antysemityzm Céline'a
Phillip Murray, autor książki monograficznej na temat Louisa-Ferdinanda Céline'a, rozgranicza postać twórcy na tzw. Céline'a-pisarza i Céline'a-pamflecistę, autora po dziś dzień obłożonych tabu antysemickich pamfletów. Jaskrawo antysemicki wydźwięk mają trzy utwory francuskiego pisarza: L'École des cadavres (1938), Les Beaux Draps (1941) oraz najbardziej znany – Bagatelles pour un massacre (1937). Po wojnie pamflety te zostały jednak obciążone przez samego autora zakazem ponownych publikacji, co współcześnie odbija się choćby na niemożności skompletowania jego Dzieł zebranych. Niechęć do Żydów (choć już nie tak agresywna jak w pamfletach) przejawiała się jednak w późniejszych powieściach Céline'a, z czasem ustępując kolejnej obsesji – niechęci do Chińczyków („żółta zaraza”).
Na temat źródeł antysemityzmu pisarza krążyły rozliczne plotki, których autorami byli zarówno krytycy literaccy jak i sam autor Podróży do kresu nocy. Jedna z nich mówiła o rozgoryczeniu Céline'a, którego Balety bez tancerzy, bez muzyki i całej reszty (Ballets sans musique, sans personne, sans rien; 1959) spotkały się z niepowodzeniem scenicznym, ponieważ dyrektorami teatru byli Żydzi. Inna plotka tłumaczy antysemityzm pisarza rzekomymi malwersacjami izraelskiego finansisty popełnione na dochodach z Podróży do kresu nocy oraz Śmierci na kredyt. Céline często zwykł twierdzić ponadto, iż „padł ofiarą żydowskiego sadyzmu”.
Relacja Ernsta Jüngera ze spotkania z Célinem z dnia 7 grudnia 1941 dość wyraźnie przedstawia wizerunek Céline'a-antysemity.

on [Céline] powiada, jak bardzo go zaskakuje i zdumiewa, że my, wojskowi, nie rozstrzeliwujemy, nie wieszamy, nie likwidujemy Żydów – jest zaskoczony, że ktoś z bagnetem nie robi z niego nieograniczonego użytku. „Gdyby to bolszewicy byli w Paryżu, pokazaliby panu, jak się do tego zabrać; pokazaliby, jak się przeprowadza czystki wśród ludności, w każdym osiedlu, w każdym domu. Gdybym ja miał bagnet, już wiedziałbym, co z nim zrobić"

Polski poeta, Krzysztof Siwczyk, tak komentuje nienawiść do Żydów płynącą od francuskiego pisarza:

Za szerzenie fanatycznych treści antysemickich w swoich pamfletach, domagano się dla niego kary śmierci, co wydaje się być w pełni zrozumiałe, biorąc pod uwagę zaciekłość tekstów typu Przyczynek do pogromu.
(...) Absurdalność jego przekonań pod adresem Żydów i chorobliwe zainteresowanie dla tematu „rasy:, pozostaje niewytłumaczalną aberracją, podobnie jak dzieje całego wieku XX-tego

Paradoksalna wydawać się może antysemicka postawa Céline'a, jeżeli zauważy się lewicowe i humanistyczne popędy pisarza. Niektórzy badacze, jak np. Philipp Muray, dopatrują się tutaj pewnej przesady autora Podróży do kresu nocy, nie zupełnie popartej rzeczywistymi intencjami autora.
W 1947 Jean-Paul Sartre napisał aluzyjną monografię, Portret antysemity, skutecznie obciążającą osobę Céline'a. Pracę tę kończy wyraźny apel nawołujący do obłożenia pisarza karą śmierci.

### Mea culpa, antysowietyzm Céline'a
Louis-Ferdinand Céline jest również autorem obszernego pamfletu o wymownym tytule Mea culpa (z łac. „moja wina”), który współcześnie niesłusznie i pomyłkowo zaliczany jest do antysemickich utworów pisarza. Dzieło powstało jako efekt podróży Céline'a po Związku Radzieckim w 1936; w tym samym też roku doczekało się ogłoszenia drukiem. Mea culpa uderza swoją skrajnie wrogą względem sowietów postawą, w ideologii komunistycznej dopatrując się wszystkich cech ludzkiego zezwierzęcenia, jakie opisywał w swoich wcześniejszych powieściach, w Podróży do kresu nocy i Śmierci na kredyt. Zdaniem Philippe Muraya, antysowietyzm pamfletu francuskiego pisarza, wybiega daleko poza jego pokolenie w analizie reżimu komunistycznego, stale zaskakując celnością diagnoz.

## Céline w przekładzie polskim
Céline'a na język polski tłumaczyło kilku znanych pisarzy i tłumaczy, z których najważniejsi to: Julian Stryjkowski (Śmierć na kredyt), Wacław Rogowicz (Podróż do kresu nocy), filozof postmodernizmu Bogdan Baran (Podróż do kresu nocy) oraz tłumacz literatury francuskiej, m.in. Georges’a Bataille – Oskar Hedemann (Podróż do kresu nocy, Z zamku do zamku, Śmierć na kredyt).

## Publikacje

### Powieści
- Podróż do kresu nocy,Voyage au bout de la nuit, 1932
- Śmierć na kredyt, Mort à crédit, 1936
- Guignol's band, 1944
- Casse-pipe, 1949
- Féerie pour une autre fois, 1952
- Normance: Féerie pour une autre fois II, 1954
- Z zamku do zamku, D'un château l'autre, 1957
- Nord, Nord, 1960
- Le Pont de Londres: Guignol's band II, 1964
- Rigodon, Rigodon, 1969
- Wojna (Guerre), tłum. Anna Wasilewska, 2022 (wydany pośmiertnie rękopis z 1934), wyd. polskie 2024

### Pamflety
- Mea Culpa, 1936
- Bagatelles pour un massacre, 1937
- L'École des cadavres, 1938
- Les Beaux Draps, 1941

### Inne pisma
- La Vie et l'œuvre de Philippe Ignace Semmelweis, 1924
- Entretiens avec le professeur Y, 1955
- Arletty, jeune fille dauphinoise, 1983
- Préfaces et dédicaces, 1987
- Histoire du petit Mouck, 1997
- L'Église, 1933
- Foudres et flèches, 1948
- Scandale aux abysses, 1950
- Ballets sans musique, sans personne, sans rien, 1959.
- Progrès, 1978

### Korespondencja
- 1979: Cahiers Céline 5 : Lettres à des amies. Ed. Gallimard
- 1981: Cahiers Céline 6 : Lettres à Albert Paraz 1947-1957. Ed. Gallimard
- 1984: Lettres à son avocat: 118 lettres inédites à Maître Albert Naud. Paris: La Flûte de Pan
- 1985: Lettres à Tixier: 44 lettres inédites à Maître Tixier-Vignancour. Paris: La Flûte de Pan
- 1987: Lettres à Joseph Garcin (1929-1938). Paris: Librairie Monnier
- 1988: Lettres à Charles Deshayes, 1947-1951. Paris: Bibliothèque de Littérature Française Contemporaine
- 1989: Le questionnaire Sandfort, précédé de neuf lettres inédites à J.A. Sandfort. Paris: Librairie Monnier
- 1991: Lettres à la NRF 1931-1961. Paris: Gallimard
- 1991: Lettres à Marie Bell. Aigre: Du Lérot
- 1991: Céline et les éditions Denoël, 1932-1948. Paris: IMEC
- 1995: Lettres à Marie Canavaggia, 1 : 1936-1947. Tusson: Du Lérot
- 1995: Lettres à Marie Canavaggia, 2 : 1948-1960. Tusson: Du Lérot
- 1998: Lettres de prison à Lucette Destouches et à Maître Mikkelsen (1945-1947). Paris: Gallimard
- 2002: Lettres à Antonio Zuloaga (1947-1954), texte établi, présenté et annoté par Eric Mazet, préface de Philippe Sollers, La Sirène, Paris, 2002 (imprimerie Du Lérot, Tusson).
- 1979 : Pierre Monnier:"Ferdinand furieux" (avec 313 lettres inédites de Louis-Ferdinand Céline). Lettera,L'Age D'Homme.
- 1999 : Milton Hindus:"L-F Céline tel que je l'ai vu",L'Herne.